# إنريكي بونس
إنريكي بونس (بالإسبانية: Enrique Ponce Martínez)‏ هو ماتادور إسباني، ولد في 8 ديسمبر 1971 في Chiva, Spain ‏ في إسبانيا.

## وصلات خارجية
- الموقع الرسمي